# علم الفيروسات السريرية

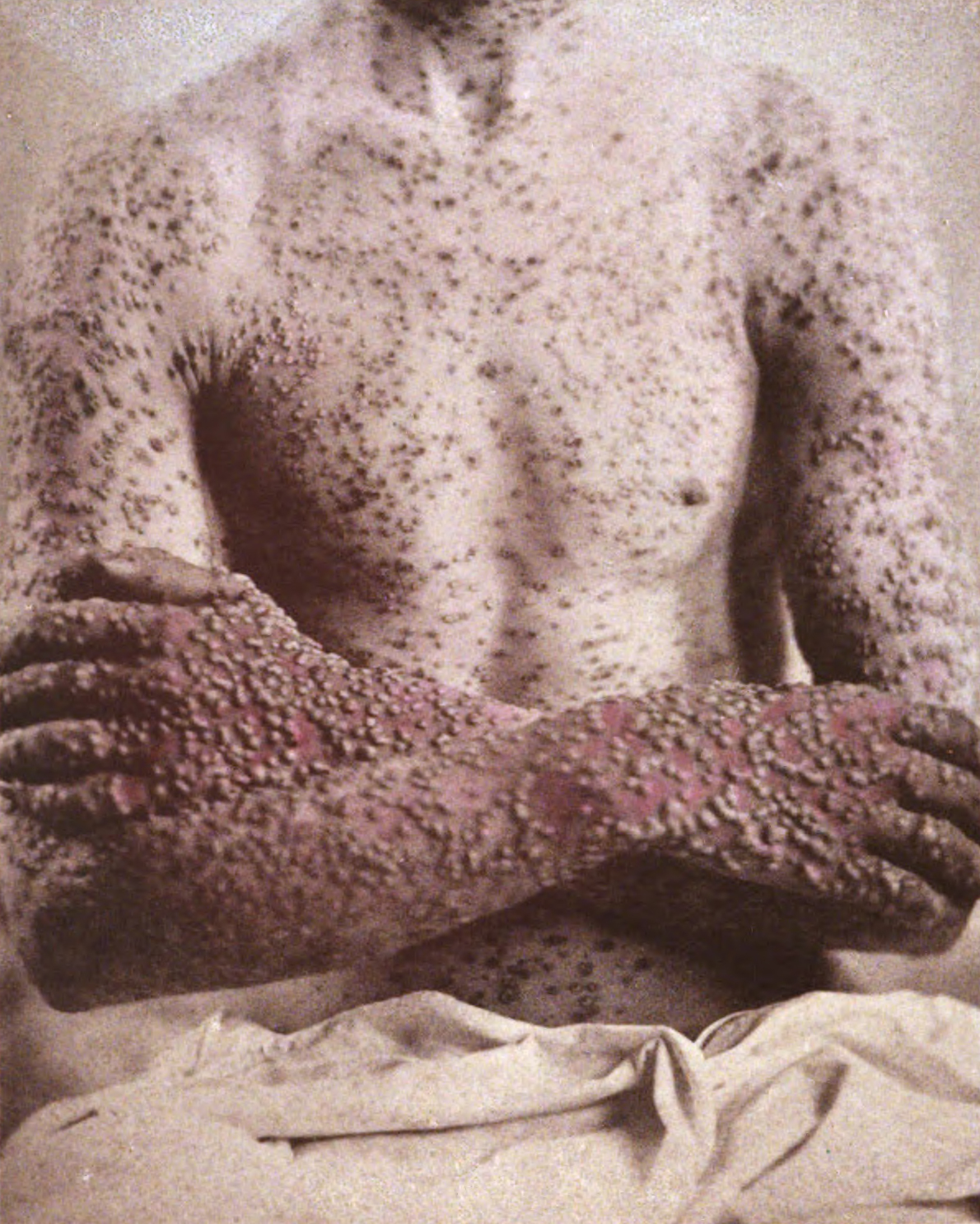
الجدري 1

يُعد علم الفيروسات السريرية أو الطبية فرعًا من فروع الطب (وبالأخص في علم الأمراض السريري) التي تتضمن عزل وتشخيص فيروس واحد أو أكثر من الفيروسات المسؤولة عن بعض الأمراض البشرية من خلال العديد من التقنيات المباشرة أو غير المباشرة (مزارع الخلايا والأمصال والكيمياء الحيوية والبيولوجيا الجزيئية). وهو يتضمن أيضًا إثبات انعدام مقاومة الفيروسات في العلاج المضاد للفيروسات من خلال تسلسل الجينوم الفيروسي للتكيف مع العلاجات المضادة للفيروسات في أحسن الأحوال.